# RICANstruction: The Black Rosary
Albums de Chino XL
Something Sacred
(2008)
RICANstruction: The Black Rosary est le cinquième album studio de Chino XL, sorti le 25 septembre 2012.
L'album s'est classé 23e au Top Heatseekers et 50e au Top R&B/Hip-Hop Albums.

## Liste des titres

### Disque 1
| No  | Titre                                                                       | Contient un (des) sample(s) de               | Durée |
| --- | --------------------------------------------------------------------------- | -------------------------------------------- | ----- |
| 1.  | Rain (featuring DJ Romes)                                                   |                                              | 0:28  |
| 2.  | Father's Day                                                                | Fear and Love de Morcheeba                   | 4:14  |
| 3.  | Eight Beginnings (featuring Mystic)                                         |                                              | 1:3   |
| 4.  | Have 2                                                                      |                                              | 2:54  |
| 5.  | It's Not Too L8te                                                           |                                              | 3:11  |
| 6.  | Wicked Church (featuring Ms. Germ Free)                                     |                                              | 4:25  |
| 7.  | Silent Art Child (featuring Jahiara)                                        | If We Don't Make It, Nobody Can de Tom Brock | 5:05  |
| 8.  | Broken Halo                                                                 |                                              | 3:13  |
| 9.  | Anything                                                                    |                                              | 3:49  |
| 10. | Hell Song (featuring Tech N9ne)                                             |                                              | 3:34  |
| 11. | Bad Man Bible                                                               |                                              | 5:05  |
| 12. | Mama Told Me (featuring Akili Nickson)                                      |                                              | 4:31  |
| 13. | Afraid of Nothing (featuring Somaya Reese)                                  |                                              | 4:22  |
| 14. | Can Be                                                                      | Edith and the Kingpin de Joni Mitchell       | 4:18  |
| 15. | Arm Yourself (featuring Sick Jacken, Immortal Technique et DV Alias Khrist) |                                              | 5:24  |
| 16. | No Damn Good for Me (Scarlet Intro)                                         |                                              | 1:55  |
| 17. | Sleep in Scarlet                                                            |                                              | 5:15  |
| 18. | Nahh                                                                        |                                              | 4:59  |
| 19. | Eye                                                                         |                                              | 4:16  |
| 20. | Regarding Elizabeth (Save Me) (featuring Travis Barker)                     |                                              | 3:55  |

### Disque 2
| No  | Titre                                                                                           | Contient un (des) sample(s) de     | Durée |
| --- | ----------------------------------------------------------------------------------------------- | ---------------------------------- | ----- |
| 1.  | Black Rosary 8am                                                                                |                                    | 1:22  |
| 2.  | Closer to God                                                                                   |                                    | 5:04  |
| 3.  | Little Man                                                                                      |                                    | 4:46  |
| 4.  | Figure It Out                                                                                   |                                    | 5:13  |
| 5.  | Xross Your Heart (featuring Bun B)                                                              |                                    | 3:05  |
| 6.  | Buried in Vocabulary (featuring The Horse Shoe Gang)                                            |                                    | 5:22  |
| 7.  | Missing You 8pm (Interlude) (featuring Saliqa Khan)                                             |                                    | 1:52  |
| 8.  | Crazy Love                                                                                      | Love to the World Prayer de L.T.D. | 3:48  |
| 9.  | Take It Back (featuring Rakka Iriscience et Roc Marciano)                                       | Time de Lou Rawls                  | 4:19  |
| 10. | N.I.C.E.                                                                                        |                                    | 4:15  |
| 11. | Kings (featuring Big Pun)                                                                       |                                    | 3:35  |
| 12. | 90 Bars of Intervention                                                                         |                                    | 3:53  |
| 13. | The Hype Man (Interlude) (featuring Bobby Bout It, Nergela, CF, DJ Romes et DJ Boxy Dee)        |                                    | 1:38  |
| 14. | Latino's Stand Up (RMX) (featuring Sick Jacken, B-Real, Thirstin Howl 3rd, Sinful et Kid Frost) |                                    | 4:09  |
| 15. | Gone                                                                                            |                                    | 4:40  |